# Höşmerim
Höşmerim  è un dolce di formaggio nella cucina turca, fatto con un formaggio speciale senza sale, semola, latte, zucchero comune, burro e acqua. Una ricetta tradizionale menziona il miele anziché lo zucchero e il kaymak per sostituire il latte.

## Etimologia
Secondo un'etimologia popolare, un soldato non poté vedere sua moglie per molto tempo a causa della guerra. Quando la guerra finì, l'uomo torno' nel suo villaggio e vide sua moglie. Sua moglie  preparo' l'Hoşmerim e chiese a suo marito "Hoş mu erim?" che significa "È bello, amico mio?" In realtà, esso viene dal persiano xoş ("dolce") + maram ("kaymak").

## Preparazione
Il burro viene fuso in una padella o pentola e viene aggiunta la semola. Si cucina fino a che non cambia di colore. In una pentola, il latte viene mescolato con acqua e zucchero e quando bolle questo sciroppo viene aggiunto alla semola preparata. Ciò che è filtrato in questa miscela viene riscaldato e cotto fino a fondere completamente il formaggio. Viene servito in contenitori individuali e quando viene raffreddato viene guarnito con mandorle affettate e tostate.

## Consumo
Questo dessert è tipico della regione del Mar di Marmara, in Turchia, in particolare nella provincia di Balıkesir. Nelle altre parti del paese non si usa molto cucinarlo in casa, ma è generalmente in vendita nei supermercati in versioni sia industriali (vedi foto) che artigianali.